# Saccardoella
Saccardoella — рід грибів. Назва вперше опублікована 1879 року.